# لبيشة
لبيشة إحدى قرى مركز أشمون التابع لمحافظة المنوفية بجمهورية مصر العربية.

## التاريخ
قرية لبيشة من القرى القديمة، حيث وردت باسم «منيل لبيشة» في أعمال المنوفية ضمن قرى الروك الناصري التي أحصاها ابن الجيعان في كتاب «التحفة السنية بأسماء البلاد المصرية»، وقال ابن الجيعان أنها من كفور فيشه الكبرى. وفي العصر العثماني وردت باسم «منيل لبيشة» في التربيع العثماني الذي أجراه الوالي العثماني سليمان باشا الخادم في عصر السلطان العثماني سليمان القانوني ضمن قرى ولاية المنوفية، وفي تاريخ 1228هـ/1813م الذي عدّ قرى مصر بعد المسح الذي قام به محمد علي باشا باسم «لبيشة» ضمن قرى مديرية المنوفية.

## السكان
بلغ عدد سكان لبيشة وحصتها 4,276 نسمة، حسب الإحصاء الرسمي لعام 2006.